# Йоасаф Гревенски
Даниил (на гръцки: Ιωάσαφ) е православен духовник, митрополит на Охридската архиепископия от първата половина на XVII век.

## Биография
Йоасаф е споменат като гревенски митрополит в едно писмо на архиепископ Порфирий Охридски до папа Урбан VIII от февруари 1624 година.